# Diplosoma migrans
Diplosoma migrans is een zakpijpensoort uit de familie van de Didemnidae. De wetenschappelijke naam van de soort is voor het eerst geldig gepubliceerd in 1970 door Menker & Ax.